# Spór o Kaszmir
Spór o Kaszmir – konflikt terytorialny pomiędzy Indiami a Pakistanem o Kaszmir.

## Geneza
Konflikt ten sięga korzeniami jeszcze 1947, kiedy to po rozpadzie Imperium brytyjskiego powstał niepodległy Pakistan oraz Indie. Brytyjska koncepcja podziału posiadłości kolonialnych zakładała utworzenie dwóch państw w miarę jednolitych religijnie. Indie miały być w większości hinduistyczne, a Pakistan muzułmański. Wtedy też rozpoczęły się masowe migracje muzułmanów i hindusów. Wówczas doszło do pierwszych potyczek. Kaszmir był w 80% zamieszkiwany przez muzułmanów.

## Przebieg

### I wojna o Kaszmir
Maharadża Hari Singh, pod którego zwierzchnością pozostawała ta prowincja, zaproponował Indiom i Pakistanowi kompromis pozostawiający na pewien czas status quo, dający niezależność księstwu. Ugoda podpisana została przez Pakistan, Indie zaś nie chciały takiego obrotu sprawy. Jednak 22 października 1947 Pakistan złamał porozumienie, stosując blokadę ekonomiczną popartą inwazją plemion pasztuńskich na północny Kaszmir. Wtedy Hari Singh podjął decyzję o przyłączeniu się do Indii, podpisując 26 października akt przyłączenia się do Indii. Po wstąpieniu do Indii maharadża nie mógł odzyskać pełnej władzy w Kaszmirze, tak, jak planował.
Indyjski premier Jawaharlal Nehru podjął decyzję o interwencji na zajęte tereny przez pakistańskich bojowników. Interwencja przerodziła się w I wojnę o Kaszmir. Wojna zakończyła się zawieszeniem broni, osiągniętym przy udziale ONZ, oraz planowanym plebiscytem, do którego jednak nie doszło. Rada Bezpieczeństwa podjęła decyzję o utworzeniu Komisji Narodów Zjednoczonych do spraw Indii i Pakistanu (United Nations Commission for India and Pakistan, UNCIP). Następna rezolucja, ze stycznia 1949 powołała Grupę Obserwatorów Wojskowych Narodów Zjednoczonych w Indiach i Pakistanie (United Nations Military Observer Group in India and Pakistan, UNMOGIP), która wytyczyła linię demarkacyjną. Misja UNMOGIP posiada mandat RB ONZ do dziś.

### Lata 50. i 60. XX wieku
W latach 50. XX wieku ONZ próbowało wdrażać tendencje pokojowe. Jednakże za każdym razem były zrywane raz z jednej, raz z drugiej strony. W latach 60. do rozwiązania konfliktu włączyły się Chiny. Zawarły one sojusz z Pakistanem w zamian za skrawek terytorium, zagwarantowały też wspólną granicę. Doszło też do konfliktu między Chinami i Indiami. W wyniku tego wojska chińskie podbiły obszar Aksai. Indie uzyskały wsparcie państw Zachodu, co doprowadziło do szybkiego zakończenia konfliktu granicznego.
Od tego czasu, w latach 60. i 70, parokrotnie dochodziło do walk o tę prowincję. Znaczenia temu konfliktowi nadaje fakt, iż zarówno Indie, jak i Pakistan dysponują bronią jądrową.

### II wojna o Kaszmir
Druga wojna indyjsko-pakistańska wybuchła w sierpniu 1965. Wojna była wynikiem licznych incydentów granicznych, a jej bezpośrednią przyczyną była, zakończona porażką, próba wzniecenia antyindyjskiego powstania w Kaszmirze, przez pakistańskie grupy dywersyjne. Spotkało się to z szybką odpowiedzią armii indyjskiej. Natomiast już 1 września Pakistan wypowiedział Indiom wojnę i przeszedł do regularnych działań zbrojnych. W wojnie udział brali ochotnicy  z Indonezji, gdyż Pakistan uzyskał poparcie ze strony krajów muzułmańskich. Turcja i Iran dostarczyły natomiast broni i amunicji. Wojna zakończyła się zawieszeniem broni 23 września 1965 osiągniętym przy udziale ONZ oraz podpisaniem w 1966 roku deklaracji taszkienckiej, w której obie strony zobowiązały się do wycofania wojsk poza linię demarkacyjną oraz do pokojowego rozwiązania sporu o Kaszmir.

### Wojna indyjsko-pakistańska w 1971
Wojna wybuchła po serii incydentów związanych z jawnym udzielaniem pomocy przez Indie Mukti Bahini (bengalskiej organizacji wyzwoleńczej) podczas wojny o niepodległość Bangladeszu. Wojska pakistańskie szybko przeszły do ofensywy i pacyfikacji zbuntowanej prowincji. Na masową skalę rozpoczęły się ucieczki mieszkańców Bengalu. Do zaognienia sytuacji doprowadziły naloty pakistańskie na tereny przygraniczne, niektóre z nich miały miejsce na terytorium Indii. Indie uznały to za argument do wojny, która rozpoczęła się 3 grudnia. Zawieszenie broni zostało przyjęte 16 grudnia. Konflikt zakończył się zdecydowanym zwycięstwem armii indyjskiej, która w ciągu kilkunastu dni rozbiła wojska pakistańskie w Pakistanie Wschodnim. Skutkiem wojny było powstanie niepodległego Bangladeszu.
Na terenie Kaszmiru przewagę osiągnęło wojsko hinduskie. Rokowania pokojowe zakończyły się 2 lipca 1972 podpisaniem przez premier Indii Indirę Gandhi i prezydenta Pakistanu Zulfikara Ali Bhutto porozumienia w mieście Simla. Porozumienie z Simli przewidywało m.in. zaniechanie wrogiej propagandy, rozwiązywanie sporów drogą pokojową, wznowienie łączności między obydwoma krajami. W Kaszmirze wyznaczono nową linię demarkacyjną zwaną linią kontrolną. W maju 1976 roku Indie i Pakistan zdecydowały się przywrócić stosunki dyplomatyczne i handlowe.

### Lata 80. i 90 XX w.
W kolejnych latach odnotowano znaczny wzrost działalności organizacji propakistańskich oraz o charakterze separatystycznym. Do rebelii przystąpili głównie muzułmańscy mudżahedini. Do grup bojowników zalicza się  m.in. Laszkar-i-Toiba oraz Hizbul-Mujahideen. Początkowo mudżahedini w Kaszmirze działali z inspiracji rządu w Islamabaddzie.
Wzrost intensywności rebelii sprawił, iż wojska indyjskie w lipcu 1986 rozpoczęły operację Brasstacks, koncentrując do grudnia 1986 roku w przyległym do Pakistanu, Radżastanie ponad 150 tysięcy żołnierzy. Zaniepokojony Pakistan postawił wojska w stan najwyższej gotowości  i sytuacja zaczęła grozić kolejnym konfliktem zbrojnym. W lutym 1987 roku porozumiano się co do wycofania sił zbrojnych znad granicy.
Mimo to już 31 lipca 1988 rozpoczęło się największe powstanie separatystyczne w Kaszmirze. Indie oskarżyły wówczas Pakistan o dostarczanie powstańcom broni i wsparcie logistyczne. Do rozmów pokojowych przystąpiono dopiero w 1996.
W maju 1998 na pustyni Pokhran Indie przeprowadziły serię próbnych eksplozji nuklearnych. Kilka dni później podobne testy zorganizował Pakistan. Jednak pod presją środowiska międzynarodowego premierzy obu krajów Atal Bihari Vajpayee i Nawaz Sharif podpisali 21 lutego 1999 w Lahaur deklarację o nieprzeprowadzaniu dalszych prób nuklearnych.
Wiosną 1999 oba kraje stanęły na progu wojny, gdy wspierani przez Pakistan separatyści przekroczyli linię demarkacyjną i obsadzili przygraniczny rejon Kargilu w Kaszmirze. Doszło wtedy do wymiany ognia między żołnierzami wrogich krajów. Walki, których kulminacyjnym punktem była dziesięciogodzinna bitwa o Tygrysie Wzgórze z 3 lipca 1999, trwały dwa miesiące i zakończyły się porażką Pakistanu, jednakże konfrontację zakończono na zasadach status quo ante bellum. Konflikt ten był szczególnie z obawą śledzony przez arenę międzynarodową, gdyż oba kraje dysponowały bronią nuklearną.

### XXI wiek
Po zamachach na indyjski parlament 13 grudnia 2001, oba kraje znów postawiły swoje armie w stan najwyższej gotowości. Indie oskarżyły swojego sąsiada o współudział w zamachach. Nad granicą w Kaszmirze doszło do koncentracji wojsk. Wówczas do mediacji przystąpiły Stany Zjednoczone, dzięki czemu doszło do złagodzenia napięcia.  W maju 2003 przywrócono stosunki dyplomatyczne, a w listopadzie zeszłego roku weszło w życie zawieszenie broni w Kaszmirze. Po trzęsieniu ziemi w Kaszmirze w 2005 w którym zginęło 89 000 osób, oba kraje sprawnie działały w niesieniu pomocy ofiarom. Nawiązano później dialog na szczeblu ministrów spraw zagranicznych. We wrześniu 2008 doszło do spotkania prezydenta Asifa Ali Zardariego z premierem Manmohanem Singhiem. 21 października 2008 Indie i Pakistan otworzyły nieczynny, od pierwszej wojny międzypaństwowej, szlak handlowy łączący obie części Kaszmiru.
Do zerwania nawiązanego dialogu dążyły cały czas ugrupowania terrorystyczne działające w Kaszmirze. Ugrupowania działające w Pakistanie dopuściły się 7 lipca 2008 zamachów na indyjską ambasadę w afgańskim Kabulu, w wyniku czego zginęło 58 osób. W ataku na luksusowe hotele w Mumbaju w dniach 26-29 listopada 2008 zginęło 175 osób. Tym razem znowu oskarżenia padły na pakistańskich mudżahedinów, co otwarcie komentowały Indie. Władze w Islamabadzie zdecydowanie się od nich odcięły i ogłosiły chęć współpracy w dziedzinie walki z terroryzmem. W grudniu 2008 tysiące żołnierzy pakistańskich przemieściły się na wschód pod granicę z Indiami, jednak do konfliktu nie doszło.
W Kaszmirze w dalszym ciągu ma miejsce islamska rebelia. Bojownicy atakują tam wojska indyjskie. W grudniu 2009 rozpoczęło się wielkie wycofywanie wojsk indyjskich z Kaszmiru. Do ewakuacji przygotowano 30 tys. wojskowych. 7 maja 2010 doszło do potyczki, w której śmierć poniosło czterech indyjskich żołnierzy i pięciu bojowników Hizbul Mujahideen. Przez cały 2012 w Kaszmirze odnotowano 75 incydentów, w których zginęło łącznie ośmiu indyjskich żołnierzy, z kolei rok później w 81 incydentach śmierć poniosło 25 pakistańskich i 16 indyjskich żołnierzy.